# Usedom (stacja kolejowa)
Usedom – dawna stacja kolejowa w Usedom na wyspie Uznam w Niemczech. Znajdowała się ona przy dzisiejszej Bäderstraße. 